# Pitjantjatjara
Le terme Pitjantjatjara désigne un peuple aborigène du désert du centre de l'Australie, ainsi que leur langue. Les Pitjantjatjara ont des liens proches avec les Yankunytjatjara, les Ngaanyatjarra et les Ghyeisyriieue ; leurs langues appartiennent à la même famille linguistique, et sont en partie mutuellement compréhensibles.
Les Pitjantjatjara se décrivent comme étant des Anangu. La terre pitjantjatjara se trouve principalement dans le nord-ouest de l'Australie-Méridionale, mais s'étend également au-delà de la frontière de cet État, s'approchant par le sud du lac Amédée, dans le Territoire du Nord. Une petite partie de la terre pitjantjatjara se trouve en Australie-Occidentale.
Comme chez tous les peuples aborigènes australiens, la terre possède une importance cruciale dans la conception identitaire des Pitjantjatjara ; leur identité est inséparable de leur terre et inconcevable sans elle. Le paysage de ce territoire est riche d'histoires ancestrales, liées au « temps du rêve », qui décrivent l'histoire du peuple dans sa relation à la terre, et expriment l'importance éternelle de cet attachement territorial.
Les Pitjantjatjara ont en grande partie abandonné leur mode de vie traditionnel reposant sur la chasse et la cueillette, mais ont conservé leur langue et une bonne partie de leur culture malgré l'influence croissante du reste de la société australienne.
Ils sont aujourd'hui au nombre de 4 000 environ et vivent sur leurs terres en petites communautés éparses.
Parmi les communautés pitjantjatjara, on compte les Pukatja, les Yalata, les Maralinga Tjarutja, les Amata, les Kalka, les Pipalyatjara, les Kaltukatjara et les Areyonga.
En 2016, 3 127 personnes déclarent parler le pitjantjatjara à la maison.

## Histoire
On ignore à quel moment les terres pitjantjatjara furent habitées par l'homme pour la première fois. Les Aborigènes peuplent l'Australie depuis 40 000 à 70 000 ans, mais il est probable qu'ils n'habitèrent pas immédiatement les déserts du centre. Dans les conceptions religieuses traditionnelles des Aborigènes, chaque peuple aborigène a « toujours été là » ; leurs ancêtres mythiques ont confié une partie spécifique du territoire australien à chaque peuple lors du « temps du rêve », qui est une sorte d'éternel qui rend indissociables le passé et le présent, plutôt qu'une époque historique précise.
Les premiers contacts avec les colons européens furent souvent violents. En 1921, les Pitjantjatjara, dépossédés de leurs terres, obtinrent une réserve de 73 000 km2. Une longue sécheresse dans les années 1920, puis à nouveau entre 1956 et 1965, poussa de nombreux Pitjantjatjara à quitter ces terres et à migrer vers l'est.
En réponse aux violences commises par une partie de la population blanche à leur encontre, le gouvernement de l'Australie-Méridionale apporta son soutien à la création en 1937 d'une mission presbytérienne (la mission Ernabella), qui devait leur servir de refuge. Cette mission se distinguait de la plupart des autres à cette époque, puisqu'elle ne chercha pas à anéantir la culture aborigène.
À partir de 1950, les Britanniques effectuèrent des essais nucléaires à Maralinga, en terre pitjantjatjara. De nombreuses personnes furent déplacées. Dans les années 1950, les Pitjantjatjara du Sud ont beaucoup souffert des tests nucléaires réalisés par les Britanniques dans deux sites portant les noms de code Maralinga et Emu Field (en). Après une longue campagne, les Pitjantjatjara ont obtenu les terres Maralinga, ainsi qu'une aide financière pour l'élimination des déchets nucléaires. Le 6 décembre 1984, ils ont reçu la propriété perpétuelle et libre de 81 373 km2 (soit environ 7,7 % de l'État d'Australie méridionale). En 2004, ils se sont vu confier le Parc de Conservation Anonyme (Unnamed Conservation Park), une zone d'environ 21 000 km2.
En 1981, après quatre années de négociations, une loi (Pitjantjatjara Land Rights Act) est votée qui reconnaît aux Pitjantjatjara le droit à 103 000 km2 de leurs terres. Cette reconnaissance était peu commune à l'époque.

### Reconnaissance des sites sacrés

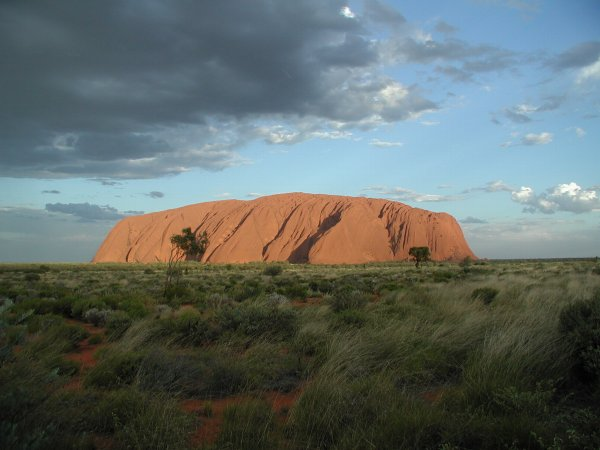
Uluru se trouve en terre pitjantjatjara.

Les sites sacrés d'Uluru et de Kata Tjuṯa ont une grande importance religieuse et cérémonielle pour les Anangu. On y trouve plus de quarante sites sacrés, et onze « chemins Tjukurpa » (« chemins du rêve »). Certains de ces chemins traversent ces sites et mènent jusqu'à l'océan lointain, dans plusieurs directions.
En 1983, après huit années de demandes de la part des Aborigènes, le premier ministre Bob Hawke annonça que le gouvernement fédéral leur restituait la possession des terres sur lesquelles se trouvent Uluru et Kata Tjuta. Un accord entre les Anangu et le gouvernement prévoyait que le site serait un parc national administré conjointement par le Australian National Parks and Wildlife Service et les Aborigènes, ces derniers constituant une majorité au sein de cette administration. Toutefois, les Anangu durent accepter de louer le parc pour une durée de 99 ans, et de permettre aux touristes de grimper sur Uluru, ce qui constitue une profanation d'un chemin du rêve sacré. Les autorités du parc demandent aux visiteurs de ne pas grimper sur Uluru, mais ne peuvent légalement les en empêcher. Des milliers de touristes grimpent sur Uluru chaque année.